# Laxhaj
Laxhaj (Lamna ditropis) är en hajart som beskrevs av Hubbs och Follett 1947. Laxhaj ingår i släktet Lamna och familjen håbrandshajar. Inga underarter finns listade i Catalogue of Life.
Denna haj förekommer i norra Stilla havet. Den når söderut till Japan och norra Mexiko. Iaktagelser från Taiwan behöver bekräftelse. Arten dyker till ett djup av 1850 meter. Laxhajen kan bli 305 cm lång. Könsmognaden infaller för hannar vid en längd av 180 till 240 cm samt för honor vid en längd av 195 till 250 cm. Några exemplar blev 20 till 30 år gamla.
Laxhaj jagas för köttets skull och den hamnar som bifångst i fiskenät. Hela populationen är fortfarande stabil. IUCN kategoriserar arten globalt som livskraftig.